# Lợn hoang Oliver
Lợn hoang Oliver (Sus oliveri) là một loài động vật có vú trong họ Suidae, bộ Artiodactyla. Loài này được Groves miêu tả năm 1997.